# عواد أمان
عواد أمان (مواليد 16 يناير 2005) هو لاعب كرة قدم سعودي يلعب حاليًا في نادي النصر.